# Chris Rörland
Christoffer Stefan (Chris) Rörland, född 27 december 1986 i Tjautjas i Gällivare församling, är en svensk gitarrist.
Rörland är sedan 2012 gitarrist i det Falun-baserade power metal-bandet Sabaton. Han har tidigare spelat i Umeå-baserade Nocturnal Rites.